# Aguaí
Aguaí est une municipalité brésilienne de l'État de São Paulo et la Microrégion de Pirassununga.

## Démographie
| Évolution de la population (municipalité) | Évolution de la population (municipalité) | Évolution de la population (municipalité) | Évolution de la population (municipalité) |
| Année                                     | Population                                |                                           | %±                                        |
| ----------------------------------------- | ----------------------------------------- | ----------------------------------------- | ----------------------------------------- |
| 1950                                      | 7 738                                     |                                           | —                                         |
| 1960                                      | 11 120                                    |                                           | 43,7%                                     |
| 1970                                      | 13 171                                    |                                           | 18,4%                                     |
| 1980                                      | 17 056                                    |                                           | 29,5%                                     |
| 1991                                      | 23 363                                    |                                           | 37,0%                                     |
| 2000                                      | 28 195                                    |                                           | 20,7%                                     |
| 2010                                      | 32 148                                    |                                           | 14,0%                                     |
| 2022                                      | 32 072                                    |                                           | −0,2%                                     |
| ,                                         |                                           |                                           |                                           |